# TEN (稲垣潤一のアルバム)
『TEN』（テン）は1990年12月1日にリリースされた稲垣潤一初のボックス・セット。規格品番：（CD-BOX）FHCF -1094/1103。

## 解説
デビュー10周年を記念して1枚目～10枚目のアルバムとボーナス・ディスク8cmCD1枚を同梱。本BOX用特製CDレーベル仕様・オリジナル・カラー・ジャケット写真・歌詞他24頁ブックレット封入。シリアル・ナンバー入りLPジャケットサイズ豪華ケースに収納。完全生産限定盤。

## 収録ディスク
各アルバムに収録の楽曲については各作品を参照のこと。
1. 246:3AM
2. Shylights
3. J.I.
4. Personally
5. NO STRINGS
6. REALISTIC
7. Mind Note
8. EDGE OF TIME
9. HEART & SOUL
10. Self Portrait
11. ＣＤミニアルバム（P.S.抱きしめたい／君は知らない／優しさが瞳にしみる／MOONLIGHT MERMAID）